# Petite Entente
La Petite Entente est le nom donné à l'alliance diplomatique et militaire conclue durant l'entre-deux-guerres entre la Première république tchécoslovaque, le royaume de Yougoslavie et le royaume de Roumanie, sous l'égide, et plus tard, sous la protection de la France.

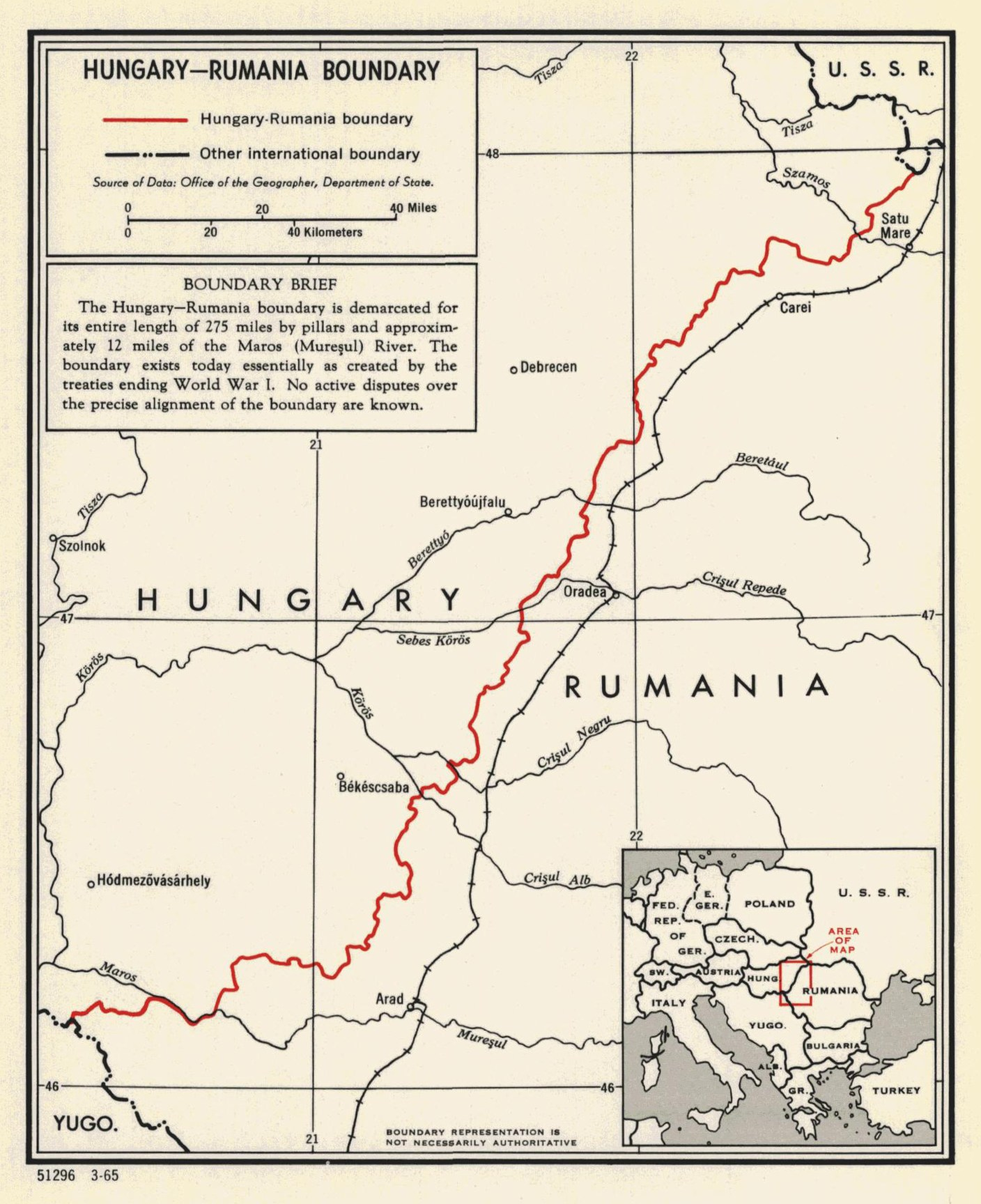
Fin 1918, Emmanuel de Martonne veille à inclure en Roumanie la voie ferrée stratégique reliant la Tchécoslovaquie (au Nord) au royaume des Serbes, Croates et Slovènes (au Sud) : les trois pays formeront dans l'entre-deux-guerres la Petite Entente alliée à la France.

## Genèse
Après leur victoire commune de l'été 1919 sur le régime communiste hongrois de Béla Kun et la signature le 4 juin 1920 du traité de Trianon, officialisant leurs frontières avec la Hongrie, les trois pays nés ou agrandis à la suite de la défaite et de la dislocation de l'Autriche-Hongrie : la Tchécoslovaquie, la Roumanie et le royaume des Serbes, Croates et Slovènes (dénommé royaume de Yougoslavie à partir de 1929), concluent le 14 août 1920 une alliance tripartite destinée à garantir les traités de paix, notamment celui de Trianon, et à élaborer une défense militaire commune face au révisionnisme hongrois.
Les deux tentatives de mars et octobre 1921 de l'ex-empereur austro-hongrois Charles de Habsbourg pour reconquérir le trône hongrois, incitent ces trois nations à renforcer leur alliance. À cette fin, des accords bilatéraux sont signés entre le royaume de Roumanie et la Tchécoslovaquie (23 avril 1921), entre le royaume de Roumanie et le royaume des Serbes, Croates et Slovènes (7 juin 1921) et entre le royaume des Serbes, Croates et Slovènes et la Tchécoslovaquie (31 août 1922).

## Faiblesses
La Petite Entente est principalement tournée contre le révisionnisme du régent hongrois Miklós Horthy. L'alliance est inopérante face aux revendications des Allemands des Sudètes qui, à partir de 1933, veulent se détacher de la Tchécoslovaquie pour rejoindre l'Allemagne nazie, face à l'Italie fasciste qui revendique la Dalmatie au royaume des Serbes, Croates et Slovènes, et face à l'URSS qui refuse de reconnaître l'union de la république démocratique moldave avec la Roumanie.

## Caution française
Au moment où la commission « Lord » s'était mise à tracer leurs frontières en 1918-1919 à travers ce qui avait été l'Autriche-Hongrie, le géographe français Emmanuel de Martonne avait veillé à ce que des voies ferrées stratégiques réunissent les trois pays au nom du « principe de viabilité ». À partir de la deuxième moitié des années 1920, à la suite des accords de Locarno, la France accorde progressivement sa garantie officielle aux trois pays alliés. Le 16 octobre 1925, une alliance militaire est signée avec la Tchécoslovaquie, suivie le 10 juin 1926 d'un texte similaire avec la Roumanie. En novembre 1927, c'est au tour de la Yougoslavie de bénéficier de la même protection.

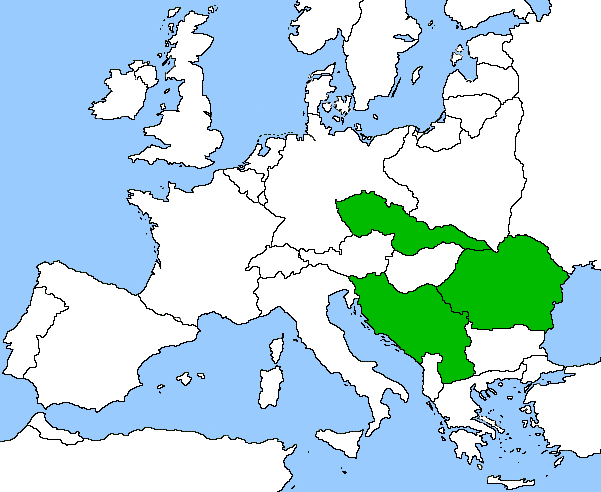
Tchécoslovaquie, Yougoslavie et Roumanie forment la Petite Entente pendant l'entre-deux guerres.
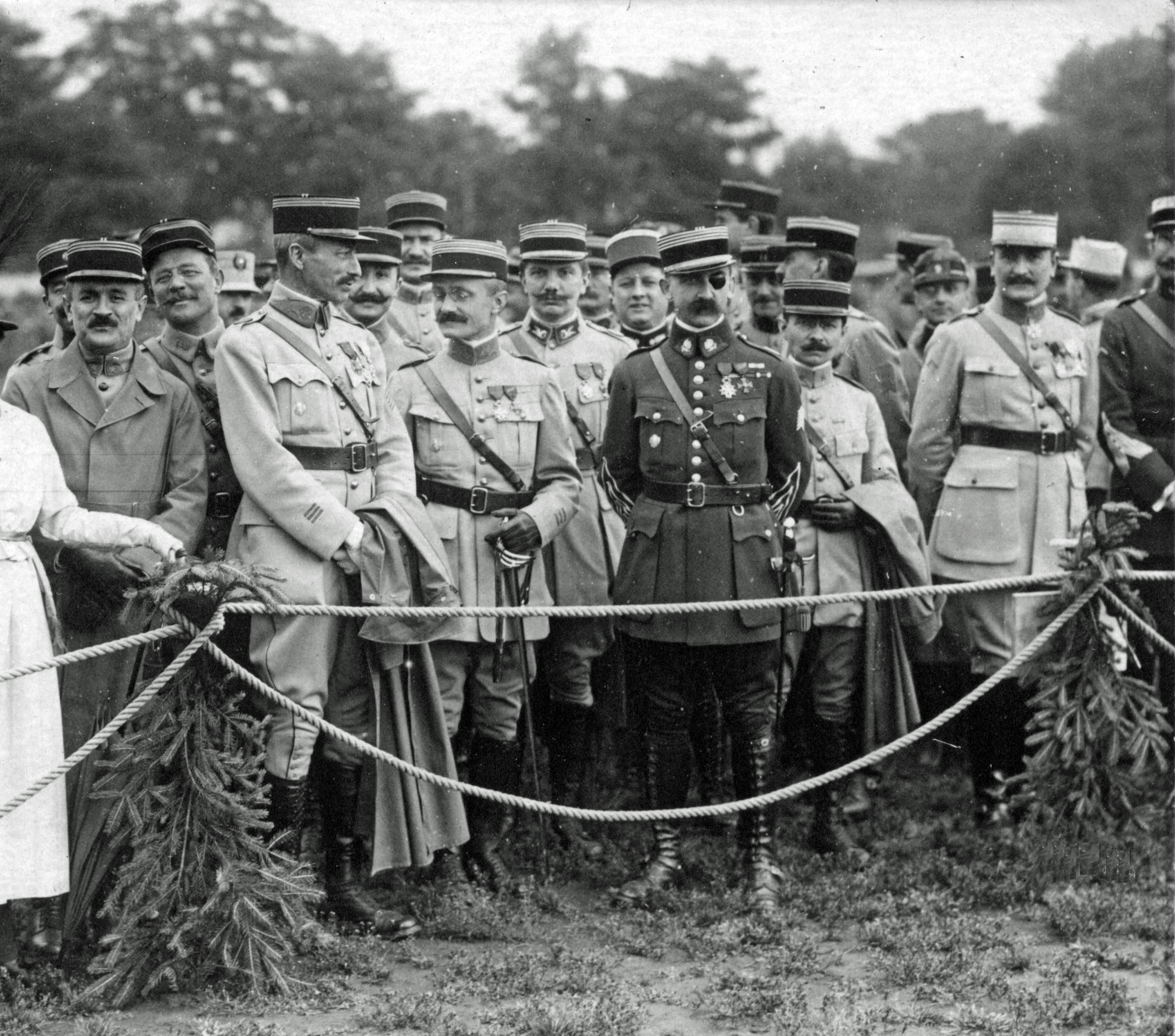
La mission militaire française à Prague en 1920.
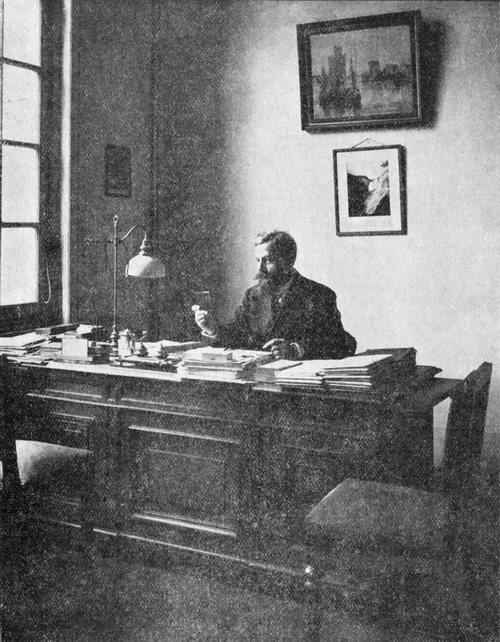
Le géographe français Emmanuel de Martonne.
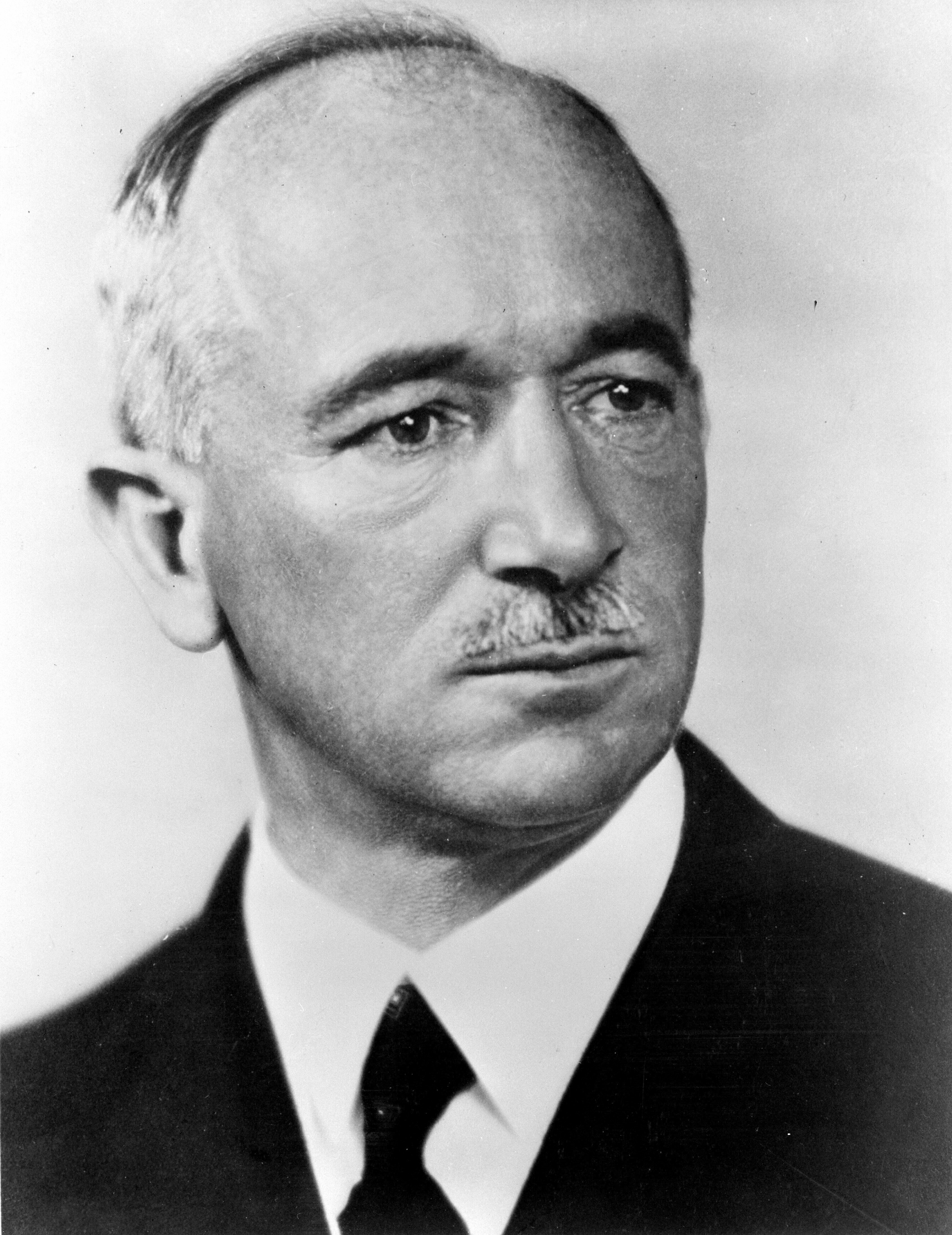
Edouard Beneš, président tchécoslovaque en 1938.
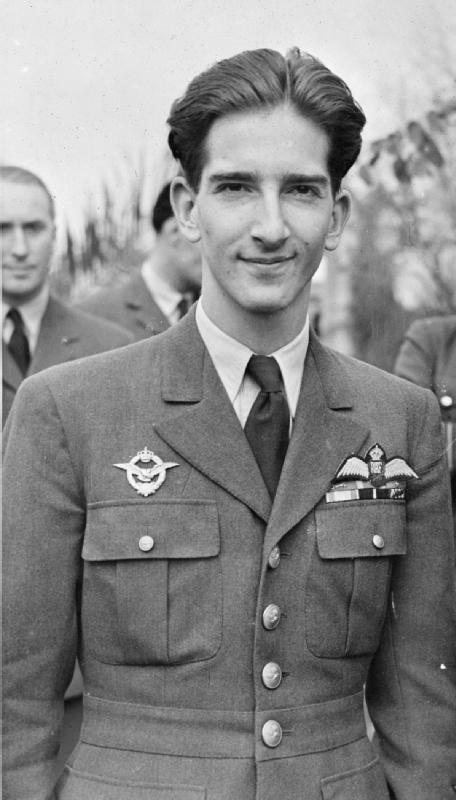
Pierre II, roi de Yougoslavie en 1938.
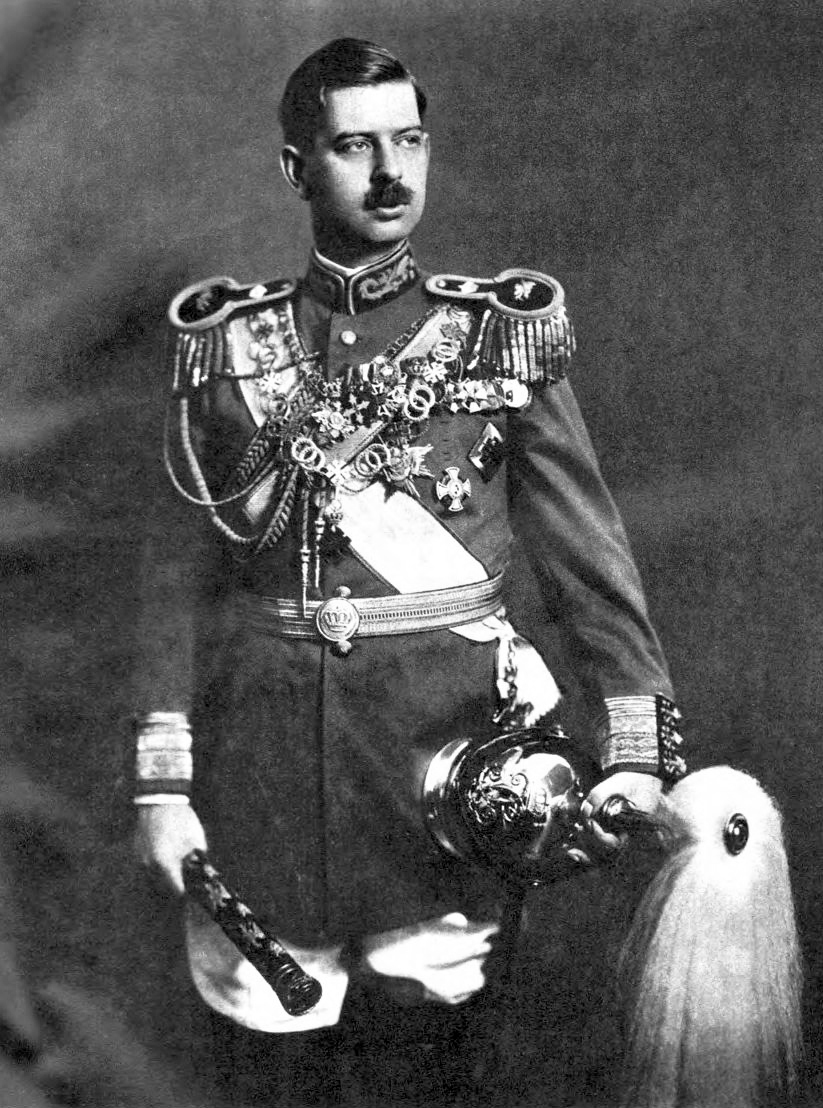
Charles II, roi de Roumanie en 1938.

## Évolution et effondrement
Les divergences d'intérêts des participants incitent Nicolae Titulescu, ministre des affaires étrangères roumain, à proposer un pacte d'organisation de la Petite Entente (février 1933) dont l'objet est de faire de l'alliance une structure internationale solide et visible, dépassant le cadre purement formel dans lequel elle était inscrite jusqu'alors, et capable d'assurer une sécurité collective, d'autant qu'en 1934 le Troisième Reich et la Pologne avaient signé un pacte de non-agression destiné à faire face à l'URSS. Cette politique de sécurité collective soutenue par les ministres français Édouard Herriot et Louis Barthou et initialement concrétisée par le Pacte oriental, avait été à l'origine de la victoire des Alliés de la Première Guerre mondiale.
Malgré les efforts de Titulescu, la Petite Entente ne peut s'opposer au démembrement de la Tchécoslovaquie au profit du Reich, car aux accords de Munich en septembre 1938, la Grande-Bretagne et la France souhaitent s'entendre avec l'Allemagne nazie et l'Italie fasciste dans l'espoir d'éviter la guerre. Cela permet à la Hongrie de s'agrandir au premier arbitrage de Vienne en mars 1939. D'autre part les dirigeants polonais et roumains craignent trop une invasion soviétique pour accepter l'offre de Staline d'envoyer l'Armée rouge défendre la Tchécoslovaquie à travers leurs territoires. Dès lors, la Petite Entente  et le traité franco-soviétique de 1935 ne sont plus que « chiffons de papier qui ne valent pas l'encre et le papier qui ont servi à les écrire » » selon l'historien français Jean-Baptiste Duroselle. Isolée, la Yougoslavie doit, pour résister à l'irrédentisme italien en Dalmatie, composer avec le Troisième Reich. La Roumanie conserve son amitié à la France et à la Pologne, mais le roi Carol II a aboli la démocratie parlementaire en 1938 et imposé sa propre dictature (dite « carliste ») pour combattre les « légionnaires » de la Garde de fer : le pays est en quasi-guerre civile. C'est la fin de la Petite Entente.
En 1939, le pacte Hitler-Staline rend possible l'invasion conjointe de la Pologne par le Reich et par l'URSS, déclenchant la Seconde Guerre mondiale. L'effondrement de la France, l'année suivante, livre la Roumanie et la Yougoslavie aux appétits des trois puissances totalitaires hitlérienne, stalinienne et mussolinienne. La Roumanie subit une invasion soviétique, qui oblige son roi Carol II à s'appuyer sur le Reich et à céder des territoires à la Hongrie et à la Bulgarie, puis à abdiquer en octobre 1940 au profit d'un « État légionnaire » dirigé par le maréchal Antonescu, autoproclamé « Pétain roumain ». Cet état fantoche est occupé par la Wehrmacht et dirigé de facto par l'ambassadeur allemand, Wilhelm Fabricius (de), auquel succédera Manfred von Killinger. Quant à la Yougoslavie, elle est démantelée et partagée entre le Reich (Slovénie du Nord-Est et occupation de la Serbie), la Hongrie (Prékmurie et Bačka), l'Italie (parties de la Dalmatie, Slovénie du Sud-Ouest, occupation du Monténégro et du Kosovo), la Bulgarie (Macédoine du Vardar) et un État-fantoche croate qui englobe aussi la Bosnie-Herzégovine.

## Avatar au sein de l'Axe
Dans l'Europe sous domination nazie au cours de la Seconde Guerre mondiale, la Roumanie, la Croatie et surtout la Slovaquie (attaquée par la Hongrie au printemps 1939) continuent à craindre les visées de la Hongrie de Miklós Horthy, leur voisine et désormais alliée au sein de l'Axe mais agrandie à leurs dépens par les arbitrages de Vienne et par l'invasion de la Yougoslavie. En mai 1942, ces trois pays proclament donc leur solidarité contre toute nouvelle expansion hongroise, positionnant en juin des troupes slovaques et des unités fluviales et aériennes croates en Roumanie. Ce mois-là, les troupes hongroises effectuent une dizaine de raids transfrontaliers contre la Roumanie et la Slovaquie. En juillet, la guerre menaçant entre ses satellites, Hitler somme Miklós Horthy de cesser ces escarmouches meurtrières, et exige d'Antonescu et de Pavelić qu'ils reconnaissent officiellement les arbitrages de Vienne comme irrévocables.
En août, Antonescu déclare publiquement que la Roumanie, ayant reçu la Transnistrie en « compensation » à l'Est (en Podolie aux dépens de l'URSS envahie), reconnaît le deuxième arbitrage de Vienne et n'a plus de revendication territoriale contre la Hongrie « tant que la guerre durera ». En privé, il déclare que la Transnistrie, où les Roumains ne sont qu'une faible minorité au milieu d'une masse ukrainienne, est un fardeau pour la Roumanie, et continue d'insister auprès d'Hitler pour le convaincre de rendre à la Roumanie, à l'issue de la guerre, la Transylvanie septentrionale (éventuellement, moins l'enclave du pays sicule).

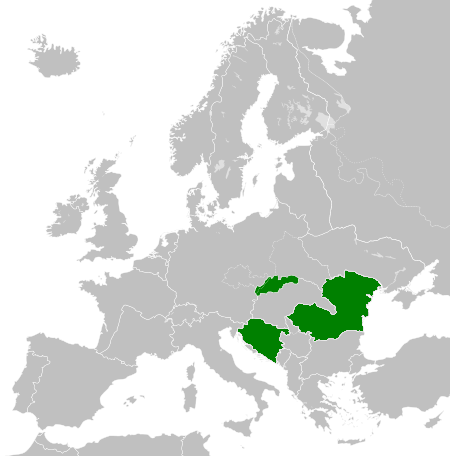
Slovaquie, Croatie et Roumanie pendant la Seconde Guerre mondiale.
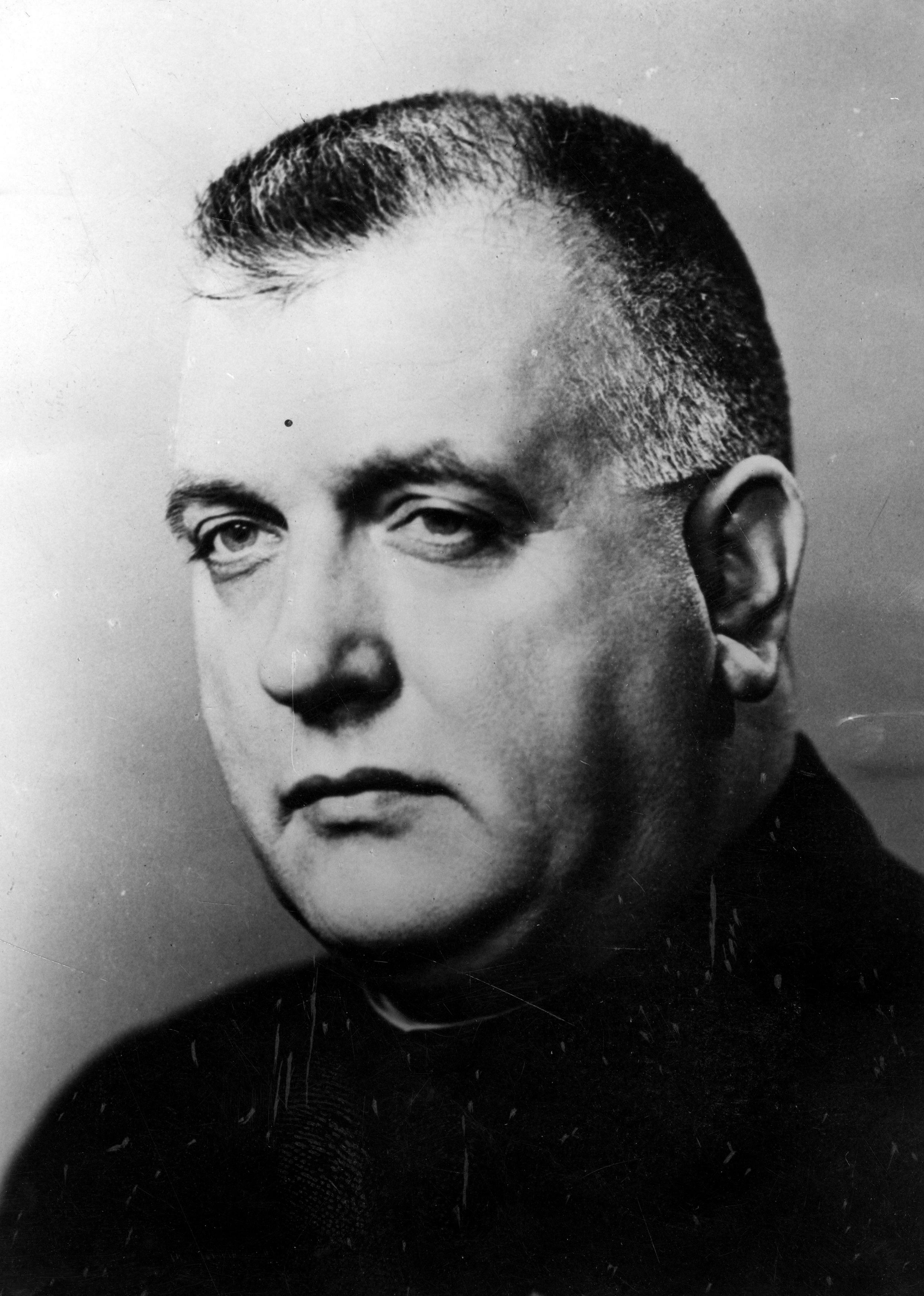
Jozef Tiso, le dictateur slovaque.
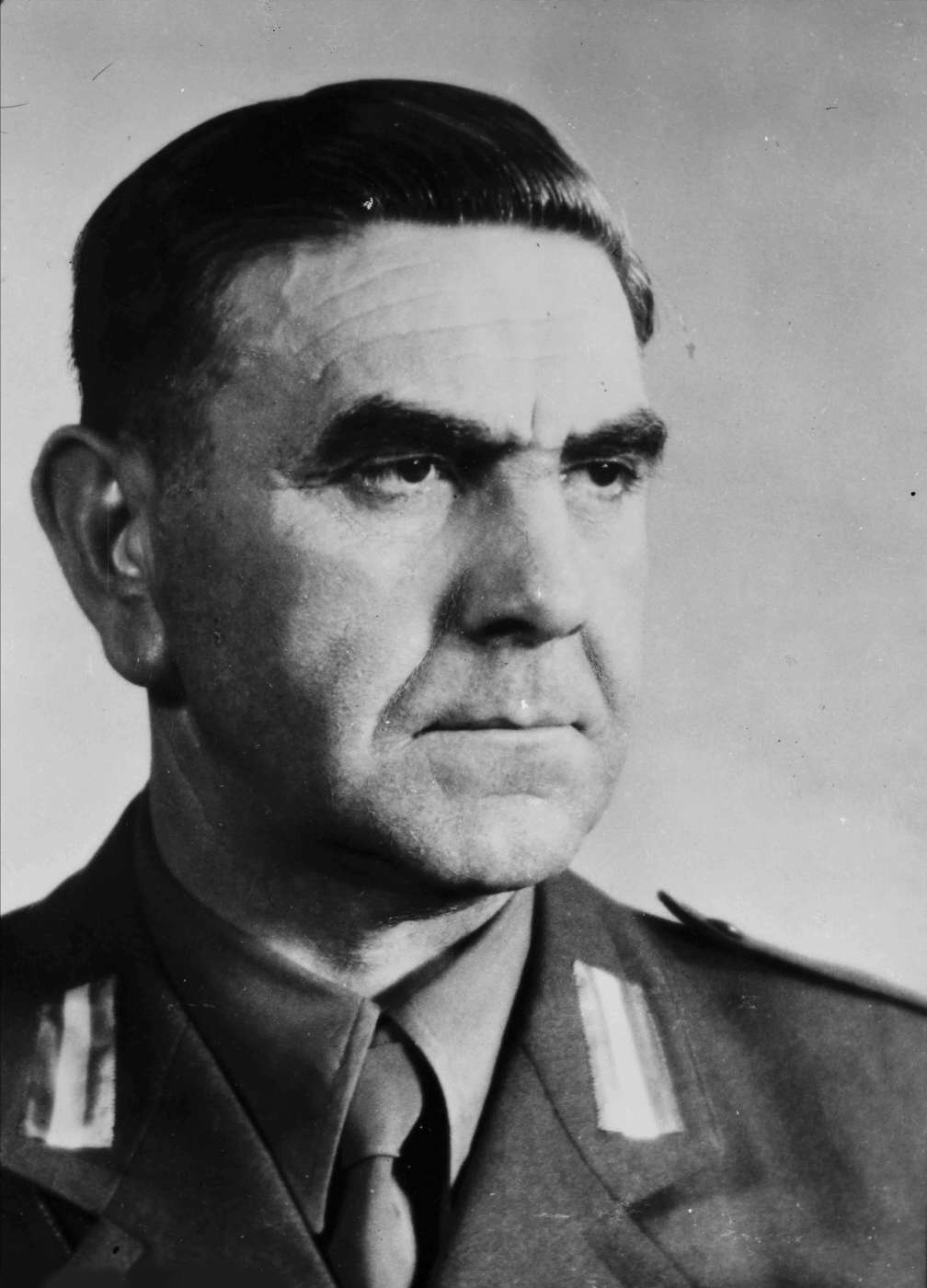
Ante Pavelić, le dictateur croate.
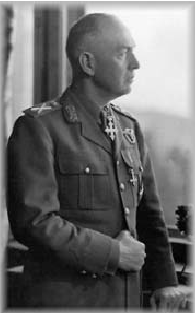
Ion Antonescu, le dictateur roumain.

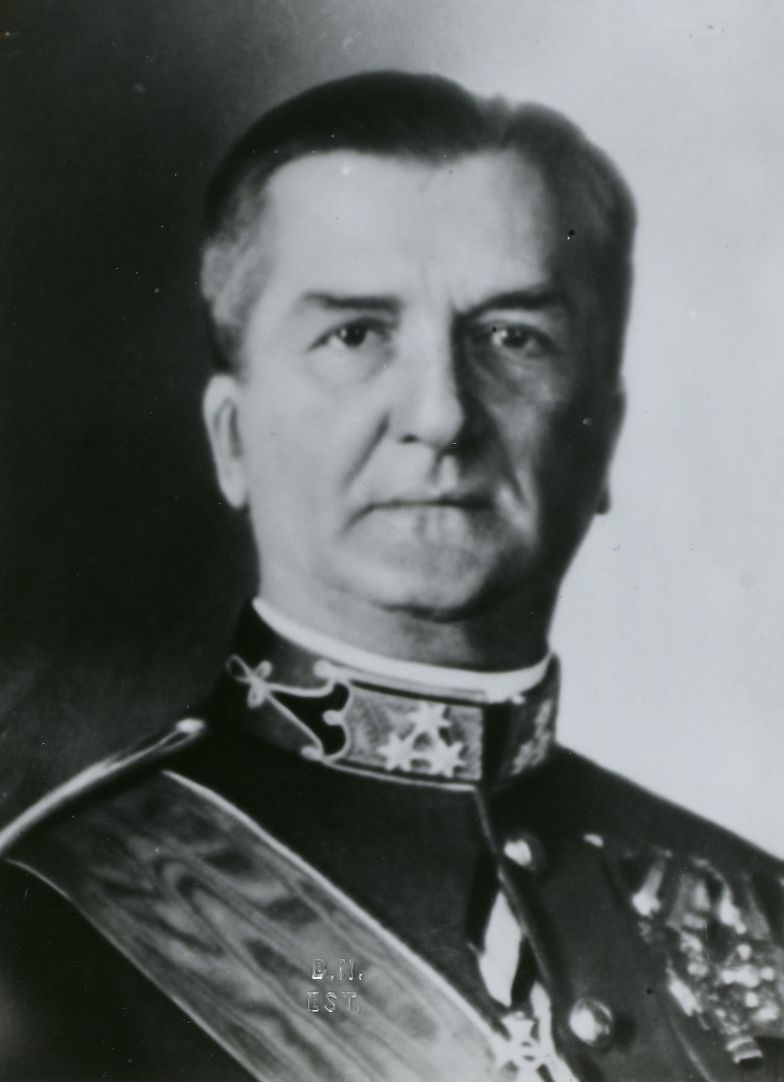
Leur adversaire Miklós Horthy, le dictateur hongrois.

## Sources